# Multioppia indica
Multioppia indica är en kvalsterart som beskrevs av Haq 1978. Multioppia indica ingår i släktet Multioppia och familjen Oppiidae. Inga underarter finns listade i Catalogue of Life.